# Potentilla penniphylla
Potentilla penniphylla är en rosväxtart som beskrevs av J. Soják. Potentilla penniphylla ingår i Fingerörtssläktet som ingår i familjen rosväxter. Inga underarter finns listade i Catalogue of Life.